# ジュリアーノ・ジャンニケッダ
ジュリアーノ・ジャンニケッダ（Giuliano Giannichedda, 1974年9月21日 - ）は、イタリア・ポンテコルヴォ出身の元同国代表サッカー選手、現サッカー指導者。現役時代のポジションはMF（守備的ミッドフィールダー）。

## 経歴
豊富なスタミナと高い守備力が売りの典型的な潰し屋。試合終盤の守備固めの時のオプションとして非常に重宝する選手である。また、センターバックもこなすことができる。ウディネーゼ・カルチョ時代にはキャプテンを務めていた。
イタリア代表としては1999年3月31日のベラルーシ戦（アンコーナ）で代表デビューを飾った。 
引退後は指導者に転身。2019-20シーズンより、セリエDのFCアプリーリア・ラシン・クルブで指揮を執る。

## タイトル

### 代表
イタリア U-23
- 地中海競技大会 : 1997

### クラブ
ウディネーゼ
- UEFAインタートトカップ : 2000

ラツィオ
- コッパ・イタリア : 2003-04

ユヴェントス
- セリエB : 2006-07